# Victor Prus
Pour les articles homonymes, voir Prus.
Victor Marius Prus  (né à Minsk Mazowiecki en Pologne le 24 avril 1917 et mort le 21 janvier 2017) est un architecte canadien d'origine polonaise.
Il dessina de nombreux bâtiments de prestige au Québec qui remportèrent plusieurs prix, dont le Grand Théâtre de Québec, situé dans la ville de Québec. Les plans du Montréalais d'adoption furent choisis au terme d'un concours national en 1964.
Avec sa femme Maria Fisz Prus et divers associés, il conçoit des bâtiments remarquables qui sont caractérisés par une « ambiance » appropriée, selon lui, l'« objectif ultime » de l'architecture.
Ses principales réalisations comprennent:
- le premier Centre commercial Rockland (1960)[3]
- le Savoy Apartment Building (1962)
- Le dôme géodésique du zoo de Granby, avec Paul-Olivier Trépanier (1962)[4]
- La station de métro Mont-Royal (1966)
- La station de métro Bonaventure (1966)[5]
- l’Autostade, avec Maurice Desnoyers (1966)
- Église Saint-Augustine of Canterbury (1967)
- le Grand Théâtre de Québec (1964-1970)
- le Conservatoire de musique de Québec (1971)
- l'Observatoire Canada-France-Hawaï à Mauna Kea (1977)
- l'Aéroport international Grantley-Adams
- le Palais des congrès de Montréal (1979)[6]
- le Royal Canadian Air Force Memorial de Trenton (non réalisé)[7]